# Enzo Giudici
Enzo Giudici (Mussomeli, 24 settembre 1920 – Roma, 4 ottobre 1985) è stato uno scrittore e critico letterario italiano, specialista di letteratura francese del Rinascimento, particolarmente Louise Labé e Maurice Scève. È anche noto come saggista vicino al fascismo.

## Biografia
Figlio di Isabella Sorce e Paolo Giudici, insegnante e scrittore. All'età di tre anni perde la madre. A dieci anni, lascia la Sicilia per seguire il padre. I frequenti cambiamenti di sede di quest'ultimo lo portano a proseguire i suoi studi a Piacenza, Pavia, Potenza e Roma. Consegue la laurea in lettere nel 1944.
Da studente, è vicino al Gruppo Universitario Fascista. Durante la seconda guerra mondiale, alla quale non partecipa per le malferme condizioni di salute, scrive in Orizzonte, l'organo ufficiale della Xa MAS, e Fronte Unico, un settimanale fascista virulento diretto da Vito Videtta, un membro della «Banda Koch». In un articolo di dicembre 1943, Giudici considera che il fascismo nega classi ed individui, rimanendo totalitario e corporativo. Scrive anche per Libro e moschetto, il giornale del Gruppo Universitario Fascista. In Universalità e nazionalità delle guerre, un articolo pubblicato in aprile 1943 in Libro e moschetto, scrive: «La guerra attuale è una guerra universale e nazionale ad un tempo, in cui si decidono - attraverso la nostra coscienza italiana - i valori e le sorti del mondo. La lotta è certo tra due secoli e due idee, ma appunto perché è lotta tra popoli, perché sono popoli che attuano e rappresentano le idee». Nel 1944, durante la Repubblica Sociale Italiana, dibatte con Roberto Farinacci sulle riforme nel giornale Repubblica fascista. Scrive in Repubblica Sociale, una rassegna mensile diretta da Manlio Sargenti, un articolo intitolato Economia socializzata ed economia corporativa. Lo stesso anno, scrive un libro sulla socializzazione delle imprese. Nel 1946, è «vicepresidente del consiglio direttivo» del nuovo Movimento Italiano di Unità Sociale, che riunisce l'élite fascista e precorre, non solo di nome, il MSI. Nel 1947, collabora al Pensiero nazionale, una rassegna creata da Stanis Ruinas per riunire gli «ex fascisti di sinistra».
Solo nel 1948 riesce a trovare un lavoro, insegnando in scuole di vario ordine e grado, quali l'avviamento, le scuole medie e i licei.
Il critico letterario Gino Raya nota la «sensitività» di Giudici per gli scacchi: viaggia per partecipare ai tornei, polemizza sull'introduzione in Italia del sistema Elo e scrive un articolo sul gioco degli scacchi nella letteratura.
Muore nel 1985 dopo una breve malattia. La sua biblioteca, costituita da oltre 20.000 volumi, si trova attualmente all'università del Salento.

## Percorso accademico
Inizia la carriera universitaria come lettore d'italiano alla facoltà di lettere dell'università di Tolosa, nel periodo 1957-1962.
Insegna nelle università del Salento e nell'università degli Studi di Napoli "L'Orientale" come incaricato di lingua e letteratura francese (1962-1965). Presso quest'ultima Università lavora anche dal 1966 al 1969 come docente straordinario di lingue e letteratura francese, e dal 1º gennaio 1969 al 31 ottobre 1971 come ordinario della medesima cattedra. Insegna alla facoltà di lettere dell'università di Macerata (dove fonda i Quaderni di filologia e lingue romanze) dal 1966 al 1982. Dal 1982, insegna all'università degli Studi di Roma "Tor Vergata".

## Studi sulla scuola lionese
Il suo «prolifico» interesse accademico è centrato su un gruppo di scrittori lionesi del '500 chiamato scuola lionese, in particolare su Louise Labé e Maurice Scève, il possibile scopritore dell'eventuale tomba di Laura de Noves, sottolineando, forse esageratamente, l'influenza di Petrarca. Nel 1958 pubblica un'edizione critica delle opere minori di Maurice Scève e nel 1976 «la prima propria edizione critica», ma considerata oggi parziale e invecchiata, dell'ultima poema di Scève, Microcosme. Nel 1981, pubblica un'edizione scientifica delle opere di Louise Labé, «solida» e «lussuriante», ma considerata oggi incompleta. Il suo lavoro di editore, spesso con note eccessive, e la sua ricerca di documenti sono apprezzati da molti specialisti che lodano la sua «densità di informazioni», piuttosto che le sue analisi letterarie. In riconoscimento della sua contribuzione al rinnovo dell'interesse per questi poeti, Giudici ha ricevuto per il suo lavoro un prix d'honneur dell'Académie des Sciences, Belles-Lettres et Arts de Lyon.

## Saggi sulla cultura fascista
Giudici è stato soggetto a critiche per la sua relazione con il fascismo. In Memorie e pensieri di un cattedratico, considera il fatto di menzionare le sue relazioni con il fascismo come cosa falsa e vile confusione della cultura con la politica. Aggiunge che «Fascismo-antifascismo [è] un'antitesi stantia e superata [e] il significato e il valore della parola fascismo [è] tra i più controversi. Di questi ismi contemporanei, anzi, io ho sempre estremamente diffidato». Benché lo storico Carlo Vallauri noti che Giudici non si è mai identificato con il MSI, un'affinità, che alcuni considerano come l'espressione di un «non conformismo» di «nuova destra», traspare dalle sue prese di posizione sul movimento studentesco o sulla cultura del fascismo.
In L'avvento dell'asinocrazia e Contestatori alla sbarra, Giudici critica il movimento studentesco. Le sue posizioni sono state considerate dallo storico Carlo Vallauri come «le tesi più nette e organiche di rifiuto alla comprensione di tutto il fenomeno esploso in Italia dal '67 in poi». L'espressione avvento dell'asinocrazia era stata prima usata nel 1968 da Giovanni Sartori in un articolo del Corriere della Sera per caratterizzare il movimento studentesco come un «trionfo degli asini». In La scuola inutile, inizialmente intitolato Asini allo spiedo per il pasto del barone, Giudici critica non solo gli studenti «contestatori», ma anche la classe politica, che giudica «imbelle».
Alla fine degli anni '70, Giudici contribuisce nel Secolo d'Italia, il giornale del MSI, a un dibattito sulla cultura del periodo fascista. Scrive: «Scartata l'idea, insostenibile, di un'incultura o anticultura fascista, il quesito si pone in questi termini: Il fascismo fu solo rispettoso della cultura o fu produttore di cultura esso stesso». Queste considerazioni sono sviluppate nel 1982 in Ricerche sulla cultura dell'era fascista. e in Riflessioni sulla cultura del periodo fascista, pubblicato postumo dall'Istituto di studi corporativi di Gaetano Rasi, un punto di riferimento di studi e di strategia della politica economica del MSI, dove Giudici integra delle analisi di Robert Michels sul sincretismo di Mussolini.
In quest'ultimo libro, Giudici condanna l'antisemitismo fascista. Lo storico Gianni Scipione Rossi nota che Giudici «non nega né minimizza. Si limita a mettere in rilievo la "riluttanza" dell'antisemitismo mussoliniano».

## Onorificenze
- Commendatore dell'Ordine al merito della Repubblica Italiana[25].
- Primevère d'argent de l'Académie des Sciences, Belles-Lettres et Arts de Lyon[43].

## Opere di Enzo Giudici citate
1. ↑  Economia socializzata ed economia corporativa in Repubblica Sociale, novembre-dicembre 1944, ristampa anastatica, 1989 OCLC 24305266.
2. ↑  La partecipazione operaia alla gestione e agli utili dell'azienda, 1944, OCLC 439548580.
3. ↑  Il gioco degli scacchi nella letteratura: simbologia e retorica in Il «Minore» nella storiografia letteraria, 1984:397-425 OCLC 472143728.
4. ↑  Amore e Follia nell'opera della «Belle Cordière», 1965 OCLC 4268192.
5. ↑  (FR)  Louise Labé, essai, 1981 OCLC 123705566.
6. ↑  Maurice Scève poeta della «Délie», I: La struttura e la genesi del poema, 1965 OCLC 294196.
7. ↑  Maurice Scève poeta della «Délie», II: La genesi interiore e lo spirito del poema, 1969 OCLC 310100842.
8. ↑  Bilancio di un'annosa questione: Maurice Scève e la «scoperta» della « tomba di Laura , 1980 OCLC 715861236.
9. ↑  Maurice Scève traduttore e narratore, 1978 ISBN 9788871030289.
10. ↑  Le opere minori di Maurice Scève, 1958, OCLC 630228899
11. ↑  (FR)  Maurice Scève, Microcosme, 1976, ISBN 2711600149.
12. ↑  (FR)  Louise Labé, Œuvres complètes, 1981 ISBN 9782600025621.
13. ↑  Memorie e pensieri di un cattedratico, 1974 OCLC 1949298.
14. ↑  L'avvento dell'asinocrazia, 1969 OCLC 6192991.
15. ↑  Contestatori alla sbarra, 1972 OCLC 462041365.
16. ↑  La scuola inutile, 1972 OCLC 635773682.
17. ↑  Replica alle accuse di incultura o anticultura rivolte al fascismo in Comitato nazionale per il centenario della nascita di Benito Mussolini, 1986 ISBN 9788875181000.
18. ↑  Ricerche sulla cultura dell'era fascista, 1982 OCLC 715944559.
19. ↑  Riflessioni sulla cultura del periodo fascista, 198-? BNI 91-8362 Archiviato il 27 settembre 2013 in Internet Archive.